# Peter McAlister
Pour les articles homonymes, voir McAlister.
Peter McAlister est un joueur de cricket international australien né le 11 juillet 1869 à Williamstown et mort le 10 mai 1938 à Richmond. Batteur de l'équipe du Victoria, il dispute son premier test-match avec l'Australie en 1904. Sélectionneur principal de l'équipe, il participe en tant que joueur à une tournée en Angleterre en 1909 où il dispute les derniers de ses huit test-matchs. En 1912, une dispute violente l'oppose à Clem Hill, capitaine de la sélection sur fond de tensions entre joueurs et dirigeants.

## Biographie
Peter McAlister naît le 11 juillet 1869 à Williamstown dans la banlieue de Melbourne. Il joue au cricket en tant que batteur d'abord pour le club de Williamstown, puis pour celui de East Melbourne, qu'il rejoint à partir de la saison 1889-1890. Il doit attendre ses vingt-neuf ans pour disputer son premier match avec l'équipe du Victoria, en 1898-1899. Il affronte cette saison-là, au cours de sa deuxième partie catégorisée « first-class » avec le Victoria, l'équipe de Nouvelle-Zélande en tournée en Australie, et réussit un score de 224 courses contre les visiteurs.
McAlister dispute ses premiers test-matchs avec la sélection australienne à l'occasion de la tournée de l'équipe d'Angleterre menée par Plum Warner en 1903-1904. Il retrouve la sélection pour la réception des mêmes adversaires en 1907-1908, sans s'y montrer efficace. Il est nommé sélectionneur principal de l'équipe d'Australie par l'Australian Board of Control (fondé en 1905) alors que se profile une tournée australienne en Angleterre en 1909. À cette époque, les relations entre joueurs et dirigeants sont tendues. Les premiers ont habituellement le droit de nommer leur manager pour la tournée et ont un droit de regard sur les finances, mais les seconds sont décidés à reprendre la main. McAlistair se fait inclure par ses collègues du comité de sélection parmi la liste des joueurs envoyés en Angleterre, en tant que vice-capitaine de Monty Noble et trésorier, et veut servir d'« espion » du Board. Au cours du voyage en Angleterre, il marque 816 courses à la moyenne de 29, et il joue les deuxième et troisième test-matchs de la série, ses dernières parties à ce niveau, avec un meilleur score de 22 courses.
Il dispute ses dernières rencontre avec le Victoria au cours de la saison 1910-1911. En 1912, alors que se prépare une nouvelle tournée vers l'Angleterre, les tensions entre joueurs et dirigeants ne sont pas apaisées. Cette fois-ci, le Board veut nommer lui-même le manager. De surcroît, McAlister, toujours sélectionneur principal et Clem Hill, alors capitaine de l'Australie, se détestent mutuellement. McAlistair désire d'ailleurs qu'Hill démissionne de son rôle. Lorsque se tient le comité de sélection, auquel ils participent tous deux, le ton monte entre les deux hommes. Selon les témoins, Hill assène une gifle, voire pire, à McAlistair, et les deux hommes se battent pendant vingt minutes. Il faut même empêcher le joueur de faire passer le sélectionneur par la fenêtre. La réunion reprend lorsque Clem Hill quitte la pièce, et, malgré l'affrontement, il est conservé comme capitaine. Le Board désigne toutefois le manager de la tournée, ce qui conduit six joueurs, Clem Hill mais aussi Warwick Armstrong, Sammy Carter, Tibby Cotter, Vernon Ransford et Victor Trumper à boycotter la tournée.
Après cet incident, son influence sur le cricket australien diminue rapidement. Il continue de jouer pour le club d'East Melbourne jusqu'à l'âge de 52 ans. Il meurt à Richmond, une banlieue de Melbourne, le 10 mai 1938, après avoir été un des sélectionneurs du Victoria pendant 29 ans.

## Bilan sportif

### Principales équipes
| Équipe    | Test                  |
| --------- | --------------------- |
| Australie | 1904 - 1909           |
| Équipe    | First-class           |
| Victoria  | 1898-1899 - 1910-1911 |

### Statistiques
Peter McAlistair dispute huit test-matchs avec l'équipe d'Australie, marquant un total de 252 courses à la moyenne de 16,80 ; son meilleur score à ce niveau est 41 courses. En 85 matchs répertoriés « first-class », il totalise 4 552 courses à la moyenne de 32,74, incluant neuf centuries avec un meilleur score de 224 courses, réalisé avec le Victoria lors du deuxième match de sa carrière à ce niveau.